# Constantes trigonométricas exatas

Os ângulos que apresentam soluções primárias no círculo unitário estão em múltiplos de 30 e 45 graus.

Expressões algébricas exatas para valores trigonométricos são algumas vezes úteis, principalmente por simplificar soluções em formas de raízes que permitem uma maior simplificação.
Todos os valores dos senos, cossenos e tangentes de ângulos em incrementos de 3° são deriváveis em radiciações usando-se identidades — a identidade de meio ângulo, a identidade de dobro de ângulo e a identidade de adição e subtração de ângulos — e usando-se valores para 0°, 30°, 36° e 45°. Note-se que 1° = π/180 radianos.
De acordo com o teorema de Niven, os únicos valores racionais da função seno para o qual o argumento é um número racional de graus são  0, 1/2,  1, -1/2, e -1.

## Número de Fermat
A lista neste artigo é incompleta em pelo menos dois sentidos. Primeiro, sempre é possível aplicar a fórmula ao semi-ângulo para encontrar uma expressão exata para o cosseno de uma metade de qualquer ângulo na lista, e em seguida, a metade desse ângulo, etc. Em segundo lugar, este artigo explora apenas o primeiro dois dos cinco números primos de Fermat conhecidos: 3 e 5, enquanto também existem expressões algébricas para as funções de 2π/17, 2π/257 e 2π/65537. Na prática, todos os valores de senos, cossenos e tangentes não encontradas neste artigo são aproximadas utilizando as técnicas descritas no artigo tabelas trigonométricas.